# Таматли
Таматли (на английски: Tamatlee) е северноамериканско индианско племе, член на Крикската конфедерация, което в началото на колониалния период живее в южна Джорджия. Най-вероятно градът Таматли е индентичен с „Тоа“, „Отоа“ или „Тоали“, споменати от хронистите на Ернандо де Сото. Когато експедицията на Де Сото минава през Джорджия в 1540 г., таматли живеят в Пайн Айлънд в окръг Дохърти, Джорджия и е възможно да са свързани с живеещите между реките Окмулги и Окони индианци алтамаха, клон на племето ямаси. Почти обаче няма никакво съмнение, че таматли е градът Тама, който се появява в испанските документи от края на 16 и началото на 17 век.

## Име
Името таматли вероятно е хитчити формата на името на крикския клан „тамалги“. В езика хитчити таматли е множествено число на „тама“ (тама+ атле), така че името на племето показва, че езикът на таматли може би е език хитчити.

## История
През 1606 г. вождът на Тама е един от тези, които се срещат с губернатора на Флорида в Сапело. От този момент нататък името на племето започва да се появява често в испанските документи като името на провинция в южна Джорджия. Мисионерите започват работа сред племето към края на 17 век. През 1675 г. в провинцията Апалачи, близо до Сан Луис е основана първата мисия за тях. През 1680 г. в същия район е основана и Мисията Нуестра Сеньора де ла Канделария де ла Тама. След 1704 г. една част от племето се премества близо до Сан Августин във Флорида, в нова мисия, създадена специално за тях. През 1725 г. мисията е унищожена от криките. Оцелелите таматли се разпръсват из съседните мисии. На карта от 1733 г. името им се появява като „таматле“ на западния бряг на река Чатахучи, под всички останали крикски градове. Испанско преброяване на тези градове през 1738 г. изброява два града с името таматли – Тамале ел виехо и Тамале нуево. След 1760 г. племето мигрира от района и става едно от племената, от което е образувано племето семиноли. На карта от 1819 г. те са поставени на река Апалачикола, над града Очесе под името „Таматле-Семиноли“. След това повече нищо не се чува за тях.